# 大木户森右卫门
大木户森右衛門（日语：／ Ōkido Moriemon，1876年5月13日—1930年11月7日），本名内田光藏，日本兵庫縣神戶市出身的前大相撲力士，第23代横綱，也是西日本大阪相撲的横綱。身高177公分，體重120公斤。

## 生涯
大木户於1899年9月在大阪相撲中首次亮相。1908年1月至1909年5月期間，他連續28次獲勝，沒有一次平局和失敗，這在當時是罕見的。此時大阪相撲協會試圖把他推舉到橫綱，但是大木戶與屬東京相撲的常陸山的友誼這一點使他不太受歡迎。
1910年1月，他被大阪相撲協會提升為橫綱，但未經東京相撲協會和吉田司家的同意。吉田司家變得非常生氣，大阪相撲協會在1912年12月向東京相撲協會和吉田司家道歉。同月，他被東京協會正式授予了橫綱證書。
然而，他在1914年1月遭受腦出血並作為活躍的相撲選手引退，改為經營居酒屋和煙草店。